# Луиза Шарлота Датска
Луиза Шарлота Датска (на датски: Louise Charlotte af Danmark; на немски: Louise Charlotte von Dänemark; * 30 октомври 1789 в замък Кристиансборг, Копенхаген; † 28 март 1864 в замък Кристиансборг Копенхаген) е принцеса от Дания и чрез женитба ландграфиня на Хесен-Касел-Румпенхайм (1837 – 1864). Тя е прабаба на руския император Николай II, на краля на Великобритания Джордж V и на други монарси.
Тя е дъщеря на наследствения принц Фредерик Датски (1753 – 1805) и съпругата му София Фредерика фон Мекленбург-Шверин (1758 – 1794), дъщеря на наследствен принц Лудвиг фон Мекленбург (1725 – 1778) и ринцеса Шарлота София фон Саксония-Кобург-Заалфелд (1731 – 1810). Внучка е на датския крал Фредерик V (1723 – 1766), крал от 1746 г., и втората му съпруга Юлиана фон Брауншвайг-Волфенбютел (1729 – 1796).
Сестра е на Кристиан VIII (1786 – 1848), крал на Дания (1839 – 1848), крал на Норвегия (1814), Юлиана София (1788 – 1850), омъжена на 22 август 1812 г. в дворец Фредериксберг в Копенхаген за генерал-майор принц Вилхелм фон Хесен-Филипстал-Бархфелд (1786 – 1834), и на Фридрих Фердинанд (1792 – 1863), тронпринц на Дания, женен на 1 август 1829 г. за братовчедката си Каролина Датска (1793 – 1881).
Тя умира на 28 март 1864 г. на 74 години в замък Кристиансборг в Копенхаген.

## Фамилия
Луиза Шарлота Датска се омъжва на 10 ноември 1810 г. в дворец Амалиенборг в Копенхаген за ландграф Вилхелм фон Хесен-Касел-Румпенхайм (1787 – 1867).  Те имат децата:
- Каролина Фридерика Мария Вилхелмина (1811 – 1829)
- Мария Луиза Шарлота (1814 – 1895), омъжена 1832 г. за принц Фридрих Август фон Анхалт-Десау (1799 – 1864)
- Луиза Вилхелмина Фридерика Каролина Августа Юлия (1817 – 1898), омъжена 1842 г. за херцог Кристиан фон Шлезвиг-Холщайн-Зондербург-Глюксбург (1818 – 1906), по-късно датски крал Кристиан IX
- Фридрих Вилхелм Карл Георг Адолф (1820 – 1884), ландграф на Хесен-Касел, женен I. 1844 г. за велика княгиня Александра Николаевна (1836 – 1844), II. 1853 г. за принцеса Мария Анна Пруска (1836 –1918)
- Августа Фридерика Мария Каролина Юлия (1823 – 1899), омъжена 1854 г. за барон Карл Фридирих Аксел Брор фон Бликсен-Финеке (1822 – 1873)
- София Вилхелмина Августа Елизабет (*/† 1827)